# Edwin Arnold
Edwin Arnold (10 de Junho de 1832 – 24 de Março de 1904), foi um poeta e jornalista britânico, célebre pelo seu poema The Light of Asia, sobre a vida de Siddhartha Gautama. A serviço do trono britânico na India, recebeu o título de Cavaleiro Comandante da Ordem do Império Indiano